# Китабская международная широтная станция
Китабская международная широтная станция (КМШТ) — подразделение Астрономического института имени Мирзо Улугбека, расположенная в 500 км к югу от Ташкента, Узбекистан. Является одной из пяти широтных станций, расположенных на широте 39 гр 08 угл.мин. сев. широты, которые осуществляют слежение за изменением положения полюса Земли. До КМШС была другая подобная обсерватория на горе Чарджуя (с 1899 по 1919 года). Эта обсерватория была закрыта из-за гражданской войны. В 1925 году М. Ф. Субботин предложил создать новую широтную обсерваторию в Узбекистане. А. Н. Нефедьев был назначен первым директором и под его руководством была построена широтная станция. КМШС официально открыта 14 ноября 1930 года, но первые наблюдения начались ещё годом ранее. Осенью 1941 года большая часть сотрудников Симеизской обсерватории во главе с Г. Н. Неуйминым были эвакуированы в Китаб. Тут крымские астрономы продолжили свои наблюдения переменных звезд, начатые ещё в Симеизе. С 1983 по 1991 года на КМШС проходили практику студенты МИИГАИКа. С середины 90-х годов XX века широтная станция прекратила свою деятельность. Теперь на её территории базируется астрономическая обсерватория. В 1998 году КМШТ переименована в отдел геодинамики Астрономического института. С 2006 года на КМШС проводятся наблюдательные программы сети ПулКОН. В ноябре 2009 года были проведены наблюдения ИСЗ и космического мусора на новых инструментах, установленных в рамках сотрудничества с Институтом прикладной математики им. М. В. Келдыша РАН, что позволило КМШС получить новый номер среди станций слежения за околоземным пространством: 10059.

## Руководители обсерватории
- 1925—1929 — А. Н. Нефедьев (1887 — 1929гг, выпускник КГУ) — основатель станции и первый директор[3]
- 1929—1938 (?) — М. Н. Стоилов
- С 1940-х по 1980-е — более 40 лет В. П. Щеглов осуществлял общее руководство работы Международной широтной станции им. Улугбека в г. Китабе, являвшейся филиалом Астрономического института АН УзССР[4]
- с 1954 года — А. М. Калмыков (как минимум до 1975г)
- Узоков Ф. К. — технический директор обсерватории

## Инструменты обсерватории[5]
- 40-см двойной широкоугольный астрограф Цейсса (D= 400 мм, f = 3000 мм) (ДАЦ) — установлен в 1975 году, а в 2006 году проведены восстановительные работы по договору с Институтом прикладной математики им. М. В. Келдыша РАН
- 22-см обзорный телескоп Alpha-ORI (D= 220 мм, f = 523 мм) + монтировка EQ6Pro (сентябрь 2007 года)
- ORI-40 (D = 400 мм, F = 915 мм) + монтировка WS-240 GT
- VT-53d 12,5-см широкопольная камера (125-мм объектив VT-15e — ?) (очень короткофокусный инструмент с полем зрения 15 х 15 градусов) (2008 год) + монтировка EQ6Pro
- зенит-телескоп Аскания-Верке Бамберга (D = 110 мм, F = 1290 мм) (привезен в сентябре 1928 года, наблюдения проводились с 1929 по 1982 года)
- типовой широкоугольный зенит-телескоп ЗТЛ-180 (D = 180 мм, F = 360 мм) (1957г)
- Фотографическая зенитная труба (D = 250 мм, F = 400 мм) (с 1975 года) — перевезена из Пулково

## Направления исследований
- Определение изменений географических широт для вычисления координат полюса Земли по программе Международной службы широты (International Latitude Observatory)
- С 1990-х годов станция включена в Международную геодинамическую сеть GPS и DORIS, как опорная станция.
- Наблюдения ИСЗ

## Основные достижения
- В 1934—1939 гг. лаборатория участвовала в определении прямых восхождений звезд на пассажном инструменте. На основе этих данных в сумме с другими обсерваториями был опубликован каталог в Пулковской обсерватории из 2957 ярких звезд.
- Во второй половине 1942 года на базе КМШС было сделано около 130 астрометрических измерений малых планет[6]
- Более 250000 измерений по программе МСШ
- В течение 2007 года за 210 наблюдательных ночей было получено более 40 000 измерений координат геостационарных и высокоэллиптических объектов
- В ходе выполнения программы СоПроГ узбекские астрономы получено самое большое количество точных положений (540) кометы Галлея среди 104 обсерваторий со всего Мира.[7]

## Известные сотрудники
- Щиржецкий, Лев Николаевич
- Неуймин, Григорий Николаевич (1941—1944)
- Леман-Балановская, Инна Николаевна (1943—1945) — развивала теорию движения кометы «Neujmin II» под руководством Г. Н. Неуймина, а также наблюдала и обрабатывала переменные звезды.
- Возможно, что на КМШТ работал Шапошников, Владимир Григорьевич
- Возможно, что на КМШТ работал Яшнов, Пётр Иванович
- В. Е. Суровцев
- Е. Ф. Шапошникова (в довоенный период)
- Л. Л. Маткевич (1878—1949)
- В. П. Щеглов

В обсерватории работали:
- А. Нефедьев
- Г. Агафонов
- М. Стоилов
- Г. Ланге
- А. Калмыков
- Д. Кравцов
- В. Образцов
- Е. Шапошникова

## Интересные факты
- На территории станции расположен знак международной параллели 39°08'
- Это единственная Международная Широтная станция на территории бывшего СССР, хотя до Первой мировой войны была станция в Чарджуя (Charjui), Туркестан. Станция в Узбекистане самая молодая, другие станции образованы в 1899 году.
- Точно такие же ДАЦ есть в Уссурийске и Абастумани
- В память о работе в КМШС Неуйминов назвал одну из малых планет (1351) Узбекистания.